# U-89号潜艇 (1941年)
U-89号（德語：U 89）是纳粹德国战争海军建造的568艘VII-C型潜艇（或称U艇）之一。它由吕贝克的弗伦德尔船厂承建，于1941年9月20日下水，至同年11月19日交付使用。第二次世界大战期间，该艇曾执行过五次巡逻作战，共击沉4艘同盟国或中立国商船，累积总吨位为13,815吨。1943年5月12日，U-89号在亚速尔以北的北大西洋遭英国剑鱼式鱼雷轰炸机、驱逐舰百老汇号和巡防舰拉干号合力投掷深水炸弹击沉，艇内48名官兵全数阵亡。

## 设计
VII-C型是VII级潜艇的第三次、也是最有价值的改进型。它搭载了被称为“S装置”的新式主动声呐系统，为了容纳这种新设备，VII-C型的艇体尺寸有所增加，并重新设计了鞍状水舱，在其两侧各增加了一个可提供储备浮力的小型浮舱，有利于潜艇完成快速下潜。U-89号的全长为67.10米，舷宽6.20米、并有4.74米的吃水深度，水上和水下排水量分别为769吨和871吨。该艇采用双轴设计，具有两副直径为1.23米的三叶螺旋桨。在机械系统方面，VII-C型艇也得到了升级：通过艇上配备的燃油过滤系统，柴油机润滑系统的使用受命得以延长，也为不同润滑剂在艇上机械设备上混合使用留足了余地。原先前型艇用于发射鱼雷和主压载舱吹除操作的电动空气压缩机则改为容克斯的柴动压缩机，从而减小了对艇上电气系统的依赖；此外，该型艇还装配了更为现代化的电力转换系统。动力由两台日耳曼尼亚生产的F46型六缸四冲程1,400匹公制馬力（1,000千瓦特）涡轮增压柴油机用于水面运行，以及两台AEG提供的GU 460/8-276型375匹公制馬力（280千瓦特）双作用电动发电机用于水下航行；水面最高航速17.7節（32.8每小時），水下7.6節（14.1每小時）；能够在水面以10節（19每小時）航速续航8,500海里（15,700），或以4節（7.4每小時）连续在水下航行80海里（150）而无需充电。
武器装备方面，U-89号装备有五具内置式鱼雷发射管——艇艏四具、艇艉一具。其艇艉的鱼雷发射管设计在耐压壳体内部、两片舵之间，鱼雷可以由此向外发射。在轮机舱甲板下方还配备了用于艇艉的鱼雷装填系统，耐压壳体与甲板室之间一前一后还设计有外置鱼雷贮存装置，因此U-89号可携带14枚G7型鱼雷。但不同于其它批次的C型艇，该艇不设水雷贮存及布设装置。此外，它还搭载有一门配备220发弹药的88毫米35式速射炮以及一门配备1,195发弹药20毫米30式高射炮作为甲板炮。其标准船员编制为4名军官及40－56名水兵。

## 历史
1939年1月25日，海军造舰局将第二批次的五艘VII-C型潜艇（U-88至U-92号）建造合同发包予吕贝克的弗伦德尔船厂。其中U-89号于1940年8月20日开始铺设龙骨，建造序列为293。经过十三个月的建造，它于1941年9月20日下水，至同年11月19日在曾担任U-554和U-579号艇长的海军上尉迪特里希·洛曼的指挥下交付使用。完成海试后，该艇加入驻柯尼斯堡（1942年2月起驻但泽）的第8潜艇区舰队，先是在波罗的海进行战备训练，进而于1942年5月作为前线艇换编至驻布雷斯特的第9潜艇区舰队服役，直到1943年5月12日遭击沉。
第二次世界大战期间，U-89号曾执行过五次巡逻和十次狼群作战，共击沉4艘同盟国或中立国商船，累积总吨位为13,815吨。

### 作战巡逻
完成战备训练后，洛曼率领U-89号于1942年5月14日07:02从基尔启程执行首次巡逻。他先是横渡波罗的海，于次日抵达挪威的克里斯蒂安桑补充燃料，继而经由北大西洋前往德占法国。经过为期十四天、水面2,300海里（4,300）、水下51海里（94）的航行，该艇于5月27日抵达布雷斯特，沿途没有击沉或击伤任何舰艇。U-89号的第二次巡逻于6月6日22:00离开布雷斯特，在洛里昂短暂停留后（与U-105和U-505号一同执行护航任务），该艇前往美国东岸和新斯科舍半岛东南部的北大西洋游弋。从6月12日至17日，它曾加入“恩德拉斯狼群”，意图以集群方式袭击盟军的护航船队，但一无所获。6月21日，友艇U-460号为U-89号提供了44立方米的燃料和给养。直至7月25日，后者才取得首计战功，于09:55在紫貂角岛附近用甲板炮发射20枚燃烧弹和15枚高爆弹，击沉了加拿大摩托渔船露西尔·M号（Lucille M.）。洛曼之后于8月21日19:28返抵布雷斯特，结束了这次为期七十七天、水面10,052.5海里（18,617.2）、水下704.8海里（1,305.3）的航行。
在第三次巡逻中，U-89号于1942年10月4日18:15从布雷斯特出发，前往纽芬兰大浅滩以东的北大西洋游弋。它在是次任务期间曾相继加入“海豚”（10月4—7日）、“豹子”（10月10—20日）和“堇菜”（10月20日—11月5日）狼群，并跟随后者有所斩获：11月3日21:48和21:49，该艇在法韦尔角东南偏南向SC-107号护航队发射了三枚鱼雷，听到三声爆炸，遂报称有1艘船沉没、另1艘受损。事实上，只有英国货轮杰伊普尔号（Jeypore）被击中并沉没，而荷兰商船提图斯号（Titus）的船员误以为他们被击中并弃船，但他们后来又重新登船并将其完好无损地驶回港口。次日22:35，洛曼又在法韦尔角东南偏东约290海里（540）向同一支船队发射四枚鱼雷。其中一枚命中并击沉了位于11号阵位的英国货船戴尔比号（Daleby）。一天后，隶属英国皇家空军第120中队的1架B-24轰炸机在法韦尔角东南方向袭击了一艘U艇目标，并宣称击沉U-132号，但实际目标是U-89号——尽管严重受损但没有沉没。至11月12日，该艇从U-117号接收了22立方米的燃料。经过为期四十七天、水面7,950海里（14,720）、水下410海里（760）的航行，U-89号于11月19日返抵布雷斯特。
U-89号的第四次巡逻于1943年1月24日15:00在洛曼的指挥下离开布雷斯特，前往冰岛西南部和纽芬兰东北部的北大西洋游弋，至3月28日13:10回到拉帕利斯港。在这次为期六十四天、水面7,370海里（13,650）、水下510海里（940）的航行期间，尽管它曾分别加入“箭矢”（2月1—9日）、“海王星”（2月20—28日）、“捕兽器”（2月28日—3月5日）、“城堡伯爵”（3月5日）和“强盗伯爵”（3月7—15日）等狼群，却均无疾而终。2月16日，U-460号为该艇补充了45立方米的燃料、备件和一台无线电侦察探测仪；3月19日，U-89号则再从U-463号接收了23立方米的燃料、备件和8天的补给品。
1943年4月25日17:25，洛曼率U-89号从拉帕利斯港启程执行第五次巡逻，前往西班牙西部的北大西洋游弋，从此再未归航。此时正值大西洋潜艇战的高潮阶段，在盟军取得北大西洋制空权后，仅1943年5月便击沉了43艘德国潜艇。从4月29日至5月12日，该艇曾加入“鸫鸟狼群”，并取得其最后一项战功：5月7日12:00，洛曼在白天对行至亚速尔群岛东北部的SL-128号护航队发动了一次水下攻击，观察到一艘大型货轮被一枚安装有磁性引信的鱼雷击中，继而听到沉没的声音。位处53号阵位的希腊货船拉科尼科斯号（Laconikos）船长发现两条鱼雷轨迹从左舷船艏接近，遂试图实施规避，但其中一枚仍然击中艉部4号货舱，导致其在30秒内便从船艉沉没。
5月12日11:59，U-89号从编号为BD-6291的海军网格处发送了最后一条无线电消息，报告一艘航空母舰和许多船只烟囱冒出的烟雾，这是HX-237号护航队。不久之后，U艇总司令部敦促该艇尽快前往支援U-456号，后者于当天下午13:30发出了紧急信号。至15:24，U-456号警报解除，遂要求U-89号返回其原位置，但没有得到回应。而U艇总司令部于5月13日至14日的询问也没有得到答复。事实上，最后一次与U-89号的接触发生在其最后一次无线电消息发出后大约两个小时，当时它于14:05左右与U-607号相遇。据后者的作战日志记载，该艇于14:30因一架飞机接近而紧急下潜，但仍遭到深水炸弹攻击，并在距潜艇约70米处引爆。这架飞机是从护航航空母舰欺骗者号起飞、隶属英国皇家海军第811航空队的剑鱼式鱼雷轰炸机。英国航母报告称一艘德国潜艇遭到火箭弹和鱼雷攻击。随后，为HX-237号船队提供护航的英国驱逐舰百老汇号也抵达现场。在飞机的攻击位置——即46°30′N 25°40′W / 46.500°N 25.667°W处，百老汇号与另一艘英国巡防舰拉干号联合用深水炸弹击沉了已被锁定的U-89号，包括洛曼在内的48名潜艇官兵全数阵亡。下午15:01至17:14期间，两艘军舰再发射六轮刺蝟砲齐射，将各种残骸炸出水面，其中包括潜艇的内部部件、船员衣物和水手包。

## 袭击历史摘要
| 日期          | 船名         | 船籍   | 吨位  | 结局 |
| ------------- | ------------ | ------ | ----- | ---- |
| 1942年7月25日 | 露西尔·M号   | 加拿大 | 54    | 击沉 |
| 1942年11月3日 | 杰伊普尔号   | 英国   | 5,318 | 击沉 |
| 1942年11月4日 | 戴尔比号     | 英国   | 4,640 | 击沉 |
| 1943年5月7日  | 拉科尼科斯号 | 希腊   | 3,803 | 击沉 |

## 脚注
1. ↑  威廉生，第11頁.
2. ↑  加洛普，第74頁.
3. 1 2  Gröner 1991，第43–46頁.
4. ↑  加洛普，第72頁.
5. 1 2 3 4  . U-Boot-Archiv Wiki.   [2024-11-20].
6. ↑  Helgason, Guðmundur. . uboat.net.   [2024-11-20].
7. 1 2  Helgason, Guðmundur. . German U-boats of WWII - uboat.net.   [2024-11-20]. （原始内容存档于2020-12-04）.
8. ↑  Helgason, Guðmundur. . German U-boats of WWII - uboat.net.   [2024-11-20].
9. ↑  Helgason, Guðmundur. . German U-boats of WWII - uboat.net.   [2024-11-20].
10. ↑  Helgason, Guðmundur. . German U-boats of WWII - uboat.net.   [2024-11-20]. （原始内容存档于2024-07-02）.
11. ↑  Helgason, Guðmundur. . German U-boats of WWII - uboat.net.   [2024-11-20].
12. ↑  Helgason, Guðmundur. . German U-boats of WWII - uboat.net.   [2024-11-20]. （原始内容存档于2024-05-24）.
13. ↑  Helgason, Guðmundur. . German U-boats of WWII - uboat.net.   [2024-11-20]. （原始内容存档于2008-10-11）.
14. ↑  Helgason, Guðmundur. . German U-boats of WWII - uboat.net.   [2024-11-20]. （原始内容存档于2008-09-05）.
15. ↑  Helgason, Guðmundur. . German U-boats of WWII - uboat.net.   [2024-11-20]. （原始内容存档于2024-06-13）.
16. ↑  Busch & Röll，第94–95頁.